# Бирючек (Дагестан)
Бирючек — упразднённое село в Кизлярском районе Дагестана. В 1960-м году все население переселено в село Новый Бирюзяк.

## География
Располагалось в устье р. Кордонка (старое русло Терека), на берегу Аграханского залива.

## История
Село образовано русскими переселенцами в конце XIX века, как рыбный промысел на Аграханском заливе. Постепенно с ростом населения промысел превращается в крупное и богатое село в низовьях Терека. Большую часть населения села составляли старообрядцы. В 1929 году посёлок Бирючек состоял из 67 хозяйств и входил в состав Ново-Бирюзякского сельсовета Кизлярского района. В селе действовал рыбколхоз имени Ленина. С середины 1950-х годов село стало подвергаться ежегодному затоплению паводковыми водами реки Терек. Проведение противопадковых мероприятий (обвалование, строительство сбросных каналов) не дало желаемого результата. В 1960 году в связи с резким подъёмом поводковых вод село Бирючок было полностью затоплено, а построенные защитные сооружения разрушены. В связи с этим, было принято решение село не восстанавливать, а жителей села в количестве 39 хозяйств переселить в село Новый Бирюзяк.

## Население
По данным Всесоюзной переписи населения 1926 года:
| № | Национальность | Число хозяйств | Численность, чел. | Доля  |
| - | -------------- | -------------- | ----------------- | ----- |
| 1 | русские        | 64             | 290               | 99 %  |
| 2 | кумыки         | 2              | 2                 | 0,7 % |
| 3 | тюрки          | 1              | 1                 | 0,3 % |